# Prima di partire (Irene Grandi)
Prima di partire è un album della cantante italiana Irene Grandi, pubblicato il 23 maggio 2003.

## Il disco
Composto dall'artista e dalla sua ex band "i Kinoppi" all'isola d'Elba, comprende anche il brano Prima di partire per un lungo viaggio scritto in collaborazione con Vasco Rossi e Gaetano Curreri.
Dall'album furono estratti tre singoli: Prima di partire per un lungo viaggio, Buon compleanno scritta da Pia Tuccitto e Laura Trentacarlini, ed Oltre.

## Tracce
CD (CGD 5050466653826 (Warner)
1. Prima di partire per un lungo viaggio – 3:52 (Vasco Rossi, Gaetano Curreri, Roberto Drovandi)
2. È solo un sogno – 4:40 (Paolo Benvegnù, Irene Grandi)
3. Oltre – 3:28 (Irene Grandi, Nardo Lunardi)
4. Buon compleanno – 4:04 (Maria Pia Tuccitto, Laura Trentacarlini)
5. Domenica 69 – 3:38 (Irene Grandi, G.Fiorilli, Alessandro Gimignani, A.Marchiani)
6. Il tuo cuore è il mio letto – 3:57 (Alessandro Gimignani, A.Marchiani)
7. Voglio una ninna nanna – 3:44 (Maria Pia Tuccitto)
8. Io bucolico – 4:39 (Irene Grandi, Alessandro Gimignani, G.Fiorilli, A.Marchiani)
9. Matra Simca Rosa – 4:26 (Alessandro Gimignani, R.Cavalieri, G.Fiorilli, A.Marchiani, Marco Caudai, Irene Grandi)
10. Una nuvola bianca – 7:16 (Irene Grandi, Giorgio Malescusi, Alessandro Gimignani, A.Marchiani)

## Musicisti
- Irene Grandi - voce
- Marco Caudai - basso
- Alessandro Gimignani - batteria
- Alessio Marchiani - chitarra
- Riccardo Cavalieri - chitarra, violoncello, viola
- Alfredo Golino - batteria
- Josè Fiorilli - tastiera, pianoforte, organo Hammond
- Giorgio Secco - chitarra acustica, chitarra elettrica
- Stefano Bollani - pianoforte
- Paolo Favati - synth
- Paolo Casu - percussioni
- Massimo Merone - violino
- Francesca Piccioni - violino
- Mirio Cosottini - filicorno, tromba
- Simone Morgantini - flauto

## Classifiche
| Paese  | Posizione raggiunta |
| ------ | ------------------- |
| Italia | 8                   |